# Alla ricerca del piacere
Alla ricerca del piacere è un film italiano del 1972 diretto da Silvio Amadio.

## Trama
Sullo sfondo della città di Venezia, Greta, prende servizio nella villa di uno scrittore come segretaria. In realtà la ragazza ha intenzione di scoprire che fine abbia fatto la precedente segretaria, sua amica. Ben presto si ritroverà obiettivo di un piano omicida, e al centro dei desideri erotici della coppia.